# Fratelli Alinari

Katedra we Florencji, lata 60. XIX w.

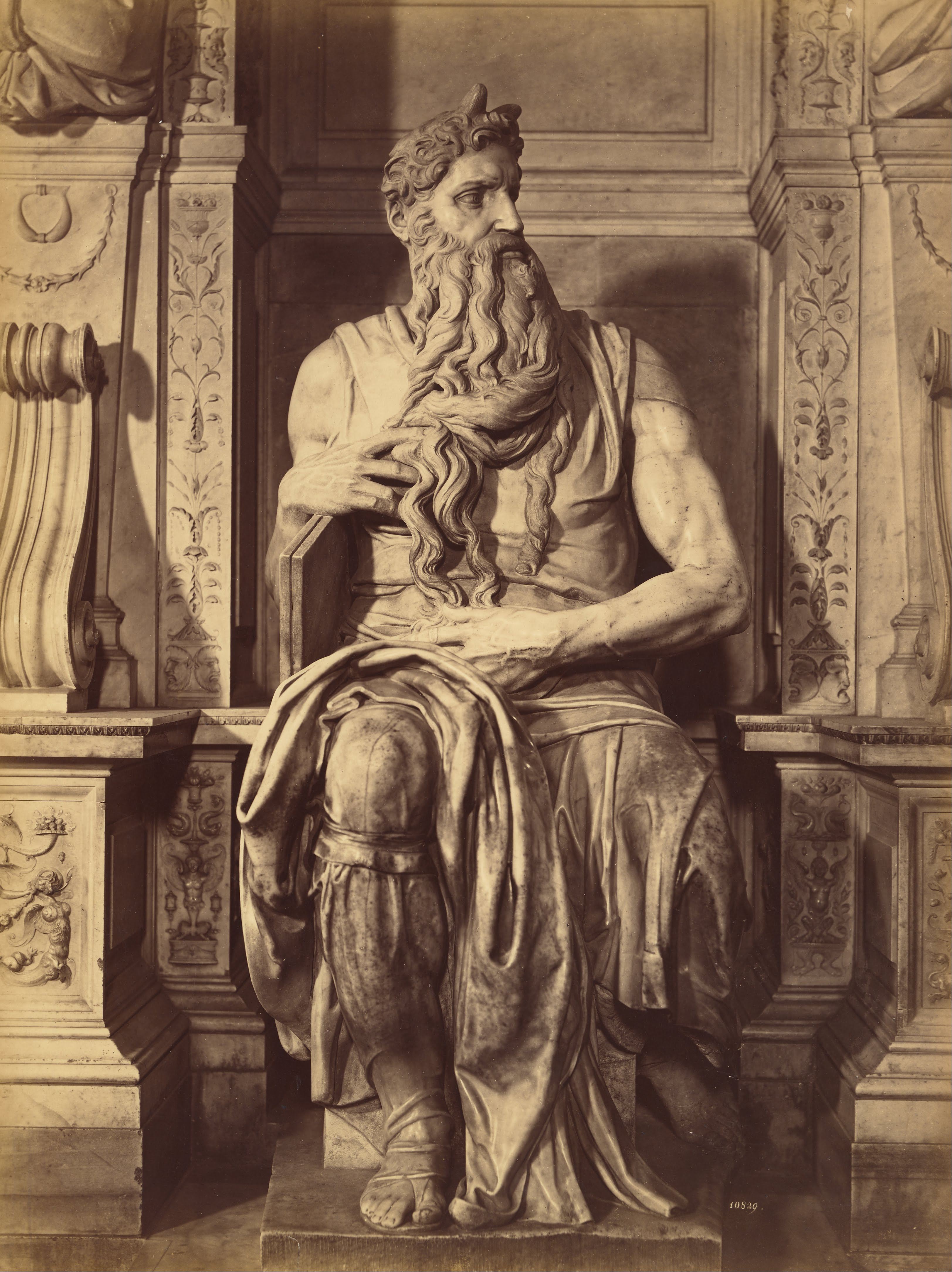
Mojżesz Michała Anioła, ok. 1860-1870

Fratelli Alinari (wł. Bracia Alinari) – włoska firma fotograficzna założona w roku 1852 (lub 1854, jak podają inne źródła) we Florencji przez braci Alinarich: Romualda (1830-1890), Leopolda (1832-1865) i Giuseppe (1836-1890). Zakład specjalizował się w wykonywaniu fotografii dzieł sztuki: architektury, rzeźby i malarstwa, przede wszystkim tych znajdujących we Włoszech i we włoskich muzeach.

## Historia
Leopoldo początkowo pracował w zakładzie graficznym Luigiego Bardiego, gdzie nauczył się techniki fotografii. W 1852 r. otworzył własną działalność pod nazwą „Alinari”; dwa lata później powstała firma „Fratelli Alinari”, od samego początku koncentrującą się na widokach i zabytkach Toskanii, a zwłaszcza Florencji, Pizy, Sieny i Arezzo. Od 1858 r. zajmowali się także reprodukowaniem dzieł sztuki; działalność tę rozpoczęli od wykonania fotografii 50 rysunków ze zbiorów Galerii Uffizi. W tym samym roku książę Albert, mąż królowej Wiktorii, zamówił u Alinarich zdjęcia rysunków Rafaela. Wykonywali także portrety, w tym włoskiej rodziny panującej. 
Alinari regularnie wydawali katalogi swoich prac. Swoje fotografie prezentowali na różnych wystawach, np. w 1855 r. na wystawie światowej w Paryżu, gdzie otrzymali drugą nagrodę. Początkowo posługiwali się techniką kolodionową, w której negatywy wykonywane są na szklanych płytach – Alinari używali płyt o wymiarach osiągających nawet 105 × 76 cm. Pod koniec XIX w. zaczęli używać techniki bromo-żelatynowej, a na początku XX wieku – fotografii barwnej.
Po śmierci Leopolda pozostali bracia kontynuowali działalność firmy, sukcesywnie fotografując kolejne włoskie miasta i dzieła sztuki. Do 1881 r. firma Alinarich wykonała 12 945 negatywów. Gdy w 1890 r. zmarli dwaj pozostali bracia, przedsiębiorstwo przejął syn Leopolda, Vittorio (1859-1932). Jej działalność pod jego kierunkiem poszerzyła się o szeroko rozumianą dokumentację włoskich wsi i życia w miastach. W 1899 r. firma ukończyła fotografowanie Kaplicy Sykstyńskiej, co stało się jej ważnym osiągnięciem. 
W 1920 r. Vittorio Alinari sprzedał firmę grupie przedsiębiorców, na czele których stał baron Luigi Ricasoli Firidolfi; kontynuowała ona działalność pod nazwą Fratelli Alinari I. D. E. A. (Istituto di Edizioni Artistiche). Przedsiębiorstwo przejęło archiwa kilku fotografów, a w 1958 r. zainicjowało powstanie Museo di Storia della Fotografia (Muzeum Historii Fotografii) w Palazzo Rucellai we Florencji.